# Hi-Fi Rush
Hi-Fi Rush es un videojuego de tipo hack and slash con diversas mecánicas de ritmo y plataformas desarrollado por Tango Gameworks y publicado por Bethesda Softworks para Microsoft Windows, Xbox Series X/S y PlayStation 5.  Anunciado y lanzado el 25 de enero de 2023.

## Jugabilidad
Hi-Fi Rush es un juego de acción en el que el protagonista Chai, sus enemigos y partes del entorno se mueven al ritmo de la música de fondo. Si se ataca, esquiva o detienen ataques en sincronía con la música se obtiene daño y más opciones de combo, sin embargo no es obligatorio, ya que las acciones se sincronizan automáticamente.
El juego se lleva a cabo en múltiples etapas, las cuales se desarrollan en varias divisiones de la corporación antagonista. Cada división se basa en un estilo musical particular, y Chai se involucra en una batalla contra los jefes al final de cada etapa.

## Historia
Chai, es un joven de 25 años con el brazo derecho discapacitado y con el sueño de convertirse en una estrella de rock, llega al campus de Vandelay Technologies para ser voluntario en el Proyecto Armstrong, un programa de prueba para el reemplazo de extremidades por partes robóticas. Sin darse cuenta de Chai, el CEO, Kale Vandelay designa en secreto a Chai para que sea un recolector de basura para la gestión de residuos de la empresa. Cuando el proceso de reemplazo de extremidades de Chai está a punto de comenzar, Kale lanza el reproductor de música de Chai, que accidentalmente cae en el pecho de Chai y se incrusta con él durante el proceso, lo que hace que Chai sienta una conexión musical con su entorno. Como resultado del accidente causado por el descuido de Kale, Chai es etiquetado como una anomalía y las fuerzas de seguridad robóticas de la instalación lo persiguen.
Chai descubre que su nuevo brazo puede desplegar una vara de agarre electromagnético, que al activarla atrae chatarra y forma un arma similar a una guitarra, aunque originalmente estaba destinada a ser utilizada para recolectar basura. Mientras busca una forma de escapar, se encuentra con un gato robótico llamado 808. Es ayudado por una aliada invisible, Peppermint que se comunica a través del gato robótico y lo guía a su escondite. Allí, ella se ofrece a ayudar a Chai a escapar si él acepta ayudarla a investigar una conspiración detrás del Proyecto Armstrong. Los dos forman una alianza renuente.
Tras derrotar a la jefa de producción Rekka, Chai ayuda a Peppermint a obtener acceso a una computadora ejecutiva de Vandelay y a aprender sobre SPECTRA, un programa de inteligencia artificial que usa los implantes cibernéticos de Vandelay como puerta trasera para el control mental. Los dos traman un plan para acceder y cerrar SPECTRA asegurando las claves de acceso de cada uno de los ejecutivos de la compañía, Rekka, Zanzo, Korsica, Mimosa, Roquefort y Kale. A medida que persiguen sus objetivos, reclutan más aliados, incluido el exjefe de I+D Macaron, un hombre corpulento y nervioso y a su contundente compañero robot de psicología CNMN (pronunciado "Cinammon") y, finalmente, el jefe de seguridad de Vandelay, Korsica, después de que Kale atente contra su vida por descubrir la verdadera naturaleza de SPECTRA. 
Mientras explora un museo de Tecnologías Vandelay, Peppermint revela que ella es la hermana de Kale. Ella explica que su madre, la fundadora de Vandelay, Roxanne Vandelay la animó a salir de casa y encontrar su propio camino, pero regresó después del ascenso de Kale a CEO porque sintió que algo andaba mal.
Mientras el grupo persigue a Kale, su objetivo final, se encuentran con Roxanne, pero descubren que Kale la está controlando. Kale atrapa al grupo y explica que planea usar el Proyecto Armstrong para controlar los hábitos de compra de los usuarios. Chai libera a sus aliados de la trampa y lucha contra Kale. Con Kale derrotado, destruyen a SPECTRA.
Después, Roxanne es restaurada como CEO de Vandelay Technologies, y Peppermint y Chai reciben ofertas de trabajo dentro de la compañía. Más tarde, Chai y sus amigos se reúnen para mirar la puesta de sol mientras practica tocar la guitarra, para que tenga una carrera alternativa.
Los eventos posteriores a la historia principal revelan que SPECTRA ha comenzado a reiniciarse por sí solo con la IA que parece ser una réplica de Kale. Sin embargo, SPECTRA se apaga inesperadamente después de que un robot de limpieza tira accidentalmente del enchufe de alimentación. Chai declara el problema resuelto y deja una nota de advertencia para no tocar el enchufe.

## Desarrollo
En una entrevista de marzo de 2022 con Famitsu, el fundador de Tango Gameworks y el productor ejecutivo Shinji Mikami mencionó que quiere que la compañía se aventure fuera del género de terror de supervivencia y fomente a los creadores de juegos más jóvenes. También ofreció las primeras pistas sobre su próximo lanzamiento, afirmando que el próximo juego del director de The Evil Within 2, John Johanas, es "totalmente opuesto al horror".
Johanas luego describió Hi-Fi Rush como una idea de "juego de ensueño" que tenía en mente desde "muy, mucho tiempo atrás". Inicialmente, le presentó el título a Mikami después de completar el trabajo en The Evil Within 2 en 2017. Después de eso, un pequeño equipo creó una demostración interna para ayudar a presentar el juego a los superiores de Bethesda. El juego se inspiró en Shaun of the Dead (2004) y otras películas de Edgar Wright.
Hi-Fi Rush entró en producción en 2018 en paralelo con Ghostwire: Tokio. Como parte de la estrategia de Bethesda, el desarrollo se mantuvo en silencio, sin ningún anuncio público sobre el lanzamiento del juego. Esto fue, en parte, para evitar el escepticismo y las expectativas inseguras, ya que el título supuso un gran cambio tanto para el desarrollador como para el editor.  Después de la compra de Bethesda por parte de Microsoft, el marketing sugirió que Game Pass podría ofrecer una solución al reducir la barrera de entrada y permitir que el juego genere interés de boca en boca.

## Anuncio y liberación
Hi-Fi Rush se anunció en el Xbox y Bethesda Developer Direct el 25 de enero de 2023. El título y el logotipo del juego se filtraron en línea el día anterior al evento. Cerrando su presentación, Tango Gameworks anunció que el juego se lanzará el mismo día para Windows y Xbox Series X/S, siendo publicado también en el Xbox Game Pass y Steam.
Una versión para la consola de Sony, PlayStation 5 se lanzará el 18 de marzo del año 2024, decisión tomada por Xbox Game Studios, por su campaña de llevar juegos a todas las plataformas.

## Premios y reconocimientos
Hi-Fi Rush logró numerosas nominaciones, destacándose por su innovadora propuesta de juego rítmico y su estilo visual único. 
En los The Game Awards 2023, tuvo presencia en 5 categoríasDirección de Arte, Mejor banda sonora y música, Mejor Juego de acción, e Innovación en Accesibilidad, logrando ganar el premio a Mejor Diseño de Audio
En los Golden Joystick Awards 2023 obtuvo 4 nominaciones en las categorías Mejor diseño visual, Mejor audio, Juego Xbox del Año y Juego Definitivo del Año.
Y en los Premios Bafta de Videojuegos 2023, también fue reconocido en 5 categoríasLogro Artístico, Logró de Audio, Familia, Nueva Propiedad Intelectual y siendo ganador de la categoría Animación.